# Награди „Оскар“ (40-а церемония)
Четиридесетата церемония по връчване на филмовите награди „Оскар“ се провежда на 10 април 1968 година. На нея се връчват призове за най-добри постижения във филмовото изкуство за предходната 1967 година. Събитието е проведено в „Санта Моника Аудиториум“, Санта Моника, Калифорния. Водещ на представлението за пореден път е комедиантът Боб Хоуп. Провеждането на церемонията първоначално е планирано за 8 април, но се отлага с два дена поради убийството на Мартин Лутър Кинг няколко дни по-рано.
Големият победител на вечерта е расистката криминална драма „Среднощна жега“ на режисьора Норман Джуисън със 7 номинации в различните категории, печелейки 5 награди, в това число за най-добър филм. Сред останалите основни заглавия са модерната комедийна драма „Абсолвентът“ на Майк Никълс, бунтарският „Бони и Клайд“ на Артър Пен, мюзикълът „Доктор Дулитъл“ на Ричард Флешър и семейната трагикомедия „Познай кой ще дойде на вечеря“ на Стенли Крамър.
Поради рязко намалелия брой на черно-бели произведения, от тази година са формирани единични категории за кинематография (операторско майсторство) и костюми. В предходните церемонии, наградите в тези сфери се връчват отделно за цветни и черно-бели филми.
След кончината си през изминалата година, актьорът Спенсър Трейси получава посмъртна номинация в категорията за най-добра мъжка роля.

## Филми с множество номинации и награди
| Долуизброените филми получават повече от 2 номинации в различните категории за настоящата церемония: - 10 номинации: Бони и Клайд, Познай кой ще дойде на вечеря - 9 номинации: Доктор Дулитъл - 7 номинации: Абсолвентът, Среднощна жега, Напълно модерна Мили - 5 номинации: Камелот - 4 номинации: Хладнокръвният Люк, Мръсната дузина, Хладнокръвно | Долуизброените филми получават повече от 1 награда „Оскар“ на настоящата церемония:. - 5 статуетки: Среднощна жега - 3 статуетки: Камелот - 2 статуетки: Бони и Клайд, Доктор Дулитъл, Познай кой ще дойде на вечеря |

## Номинации и награди
Долната таблица показва номинациите за наградите в основните категории. Победителите са изписани на първо място с удебелен шрифт.
| Най-добър филм | Най-добър режисьор |
| --- | --- |
| - Среднощна жега - Бони и Клайд - Доктор Дулитъл - Абсолвентът - Познай кой ще дойде на вечеря | - Майк Никълс – Абсолвентът - Ричард Брукс – Хладнокръвно - Норман Джуисън – Среднощна жега - Стенли Крамър – Познай кой ще дойде на вечеря - Артър Пен – Бони и Клайд                                     |
| Най-добра мъжка роля | Най-добра женска роля |
| - Род Стайгър – Среднощна жега - Уорън Бейти – Бони и Клайд - Дъстин Хофман – Абсолвентът - Пол Нюман – Хладнокръвният Люк - Спенсър Трейси – Познай кой ще дойде на вечеря                                              | - Катрин Хепбърн – Познай кой ще дойде на вечеря - Ан Банкрофт – Абсолвентът - Фей Дънауей – Бони и Клайд - Едит Еванс – Интригантките - Одри Хепбърн – Когато се стъмни                                   |
| Най-добра поддържаща мъжка роля | Най-добра поддържаща женска роля |
| - Джордж Кенеди – Хладнокръвният Люк - Джон Касаветис – Мръсната дузина - Джийн Хекман – Бони и Клайд - Сесил Келауей – Познай кой ще дойде на вечеря - Майкъл Полард – Бони и Клайд                                     | - Естел Парсънс – Бони и Клайд - Керъл Чанинг – Напълно модерна Мили - Милдред Натуик – Боси в парка - Беа Ричардс – Познай кой ще дойде на вечеря - Катрин Рос – Абсолвентът                              |
| Най-добър оригинален сценарий | Най-добър адаптиран сценарий |
| - Уилям Роуз за Познай кой ще дойде на вечеря - Дейвид Нюман и Робърт Бентън за Бони и Клайд - Робърт Кауфман и Норман Лиър за Развод по американски - Йорг Семпрун за Войната свърши - Фредерик Рафаел за Двама по пътя | - Стърлинг Силифант за Среднощна жега - Дон Пиърс и Франк Пиърсън за Хладнокръвният Люк - Бък Хенри и Колдър Уилингам за Абсолвентът - Ричард Брукс за Хладнокръвно - Джоузеф Стрък и Фред Хайнс за Одисей |
| Най-добра кинематография (операторско майсторство) | Най-добър чуждоезичен филм |
| - Бърнет Гъфи – Бони и Клайд - Ричард Клайн – Камелот - Робърт Съртийз – Доктор Дулитъл - Робърт Съртийз – Абсолвентът - Конрад Хол – Хладнокръвно                                                                       | - Строго охранявани влакове – Чехословакия - Магична любов – Испания - Събирачи на пера – Югославия - Живей за живота – Франция - Чиеко Шо – Япония                                                        |